# Aladár Paasonen
Aladár Antero Zoltán Béla Gyula Árpád Paasonen (11. prosince 1898, Budapešť – 6. července 1974, Flourtown) byl finský armádní důstojník a válečník maďarského šlechtického původu. Byl vojenským pobočníkem finských prezidentů Kyösti Kallio a maršála C. G. E. Mannerheima, v čase pokračovací války velel finské zpravodajské službě a ve druhé polovině 20. století pracoval pro americkou Ústřední zpravodajskou službu (CIA).

## Biografie
Narodil se v prosinci 1898 v Budapešti do národnostně smíšené rodiny finského jazykovědce a profesora Heikki Paasonena a maďarské šlechtičny Mariska Paskay de Palásth(y), kteří uzavřeli sňatek roku 1894.

### Vojenská kariéra

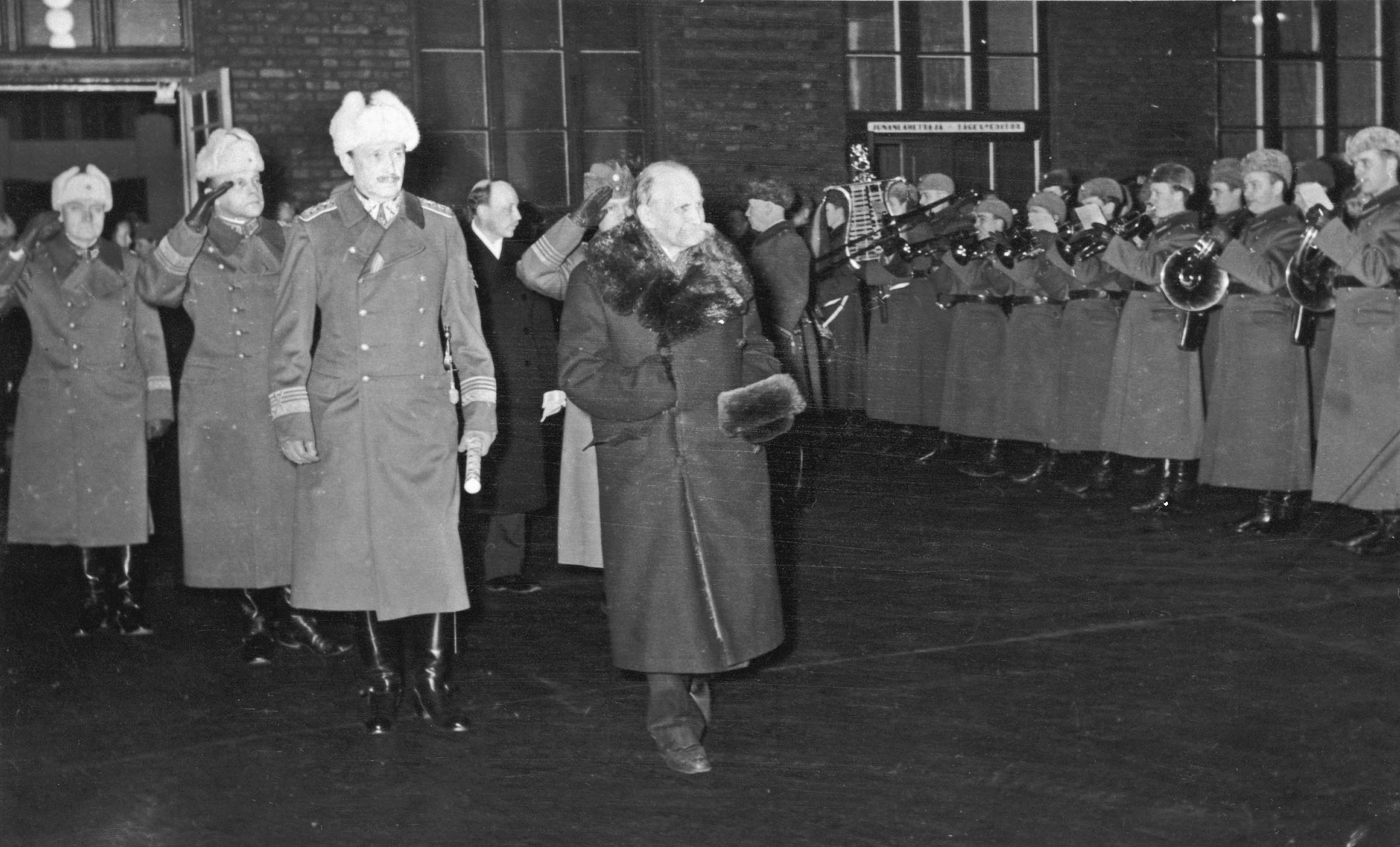
Finský prezident Kyösti Kallio krátce před svou smrtí na nádraží. Přímo za ním je Aladár Paasonen, dále jsou zprava: Risto Ryti, C. G. E. Mannerheim a Erik Heinrichs.

Finské občanské války v roce 1918 se účastnil na straně bílých jako nižší poddůstojník. Po absolvování kadetní školy roku 1920 byl povýšen na poručíka. Díky jazykovému nadání byl v roce 1921 vyslán do Francie, aby studoval na pěchotní škole v Saint-Cyrin. Mezi lety 1922 a 1924 byl posluchačem francouzské vojenské školy École spéciale militaire de Saint-Cyr, kde byl jeho spolužákem Charles de Gaulle.
V roce 1923 byl povýšen na kapitána, roku 1926 do hodnosti majora a v roce 1929 se stal podplukovníkem finských ozbrojených síl. V letech 1931 až 1933 sloužil jako vojenský přidělenec na finském velvyslanectví v Moskvě, v roce 1933 v téže funkci v Berlíně.
Roku 1937 byl jmenován vrchním pobočníkem tehdejšího finského presidenta Kyösti Kallio a zároveň povýšen do hodnosti plukovníka. V rozporu se zažitým, avšak mylným faktem, to byl právě plukovník Paasonen a plukovník Aksel Fredrik Airo, nikoliv maršál Mannerheim, kdo zachytil padajícího prezidenta při jeho náhlém srdečním selhání na vlakovém nádraží v Helsinkách.

### Zimní a pokračovací válka

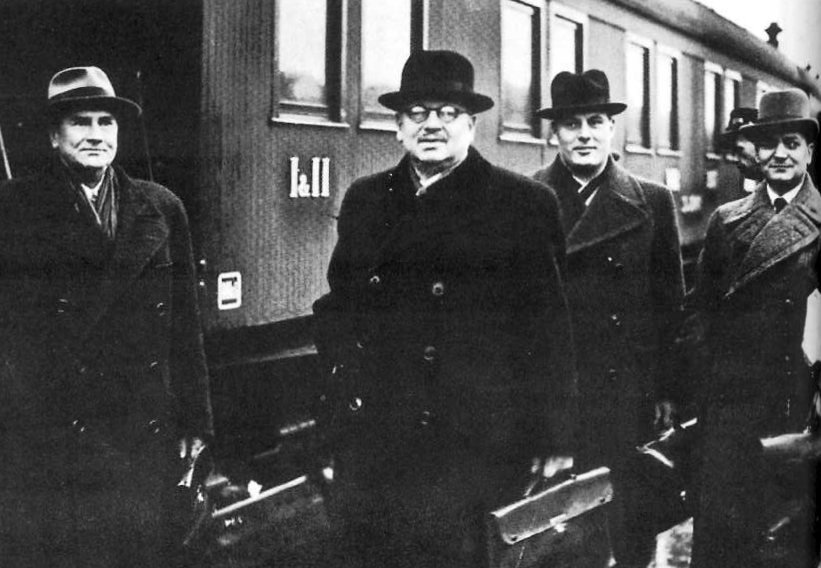
Návrat finské delegace z Moskvy, zleva jsou: Aarno Yrjö-Koskinen, J.K. Paasikivi, Johan Nykopp a Aladár Paasonen.

Těsně před vypuknutím finsko–sovětské tzv. zimní války byl Paasonen členem delegace (mimo jiné společně s pozdějším prezidentem Juho Kusti Paasikivim a Johanem Nykoppem) vyslané do Moskvy s finským návrhem mírového řešení.
Po vypuknutí války byl vyslán do Paříže, aby se pokusil zajistit k obraně Finska potřebné zbraně, další vojenské vybavení a francouzskou podporu. Během konfliktu byl velitelem 5. pěší divize finské armády (Jalkaväkirykmentti 5), se kterou bojoval proti rudé armádě v letech 1941 a 1942 na Karelské šíji a ve východní Karélii. Během vojenské přehlídky pořádané 31. srpna 1941 u příležitosti znovuzískání druhého největšího finského města Viipuri (dnes Vyborg v Rusku) byl velitelem přehlídkových jednotek, které přijal velitel IV. armádního sboru generálporučík Lennart Oesch.
Mezi lety 1942 až 1944 byl velitelem hlavního štábu průzkumné zpravodajské divize zřízené maršálem Mannerheimem, jemuž byl Paasonen důvěrným pobočníkem. Jako vedoucí zpravodajské služby byl Paasonen zodpovědný za pravidelné zahraniční zpravodajské a kontrašpionážní zprávy Mannerheimovi a politickému vedení. Ke konci pokračovací války měl za úkol předkládat vládě a někdy i parlamentu prezentace o vojenské situaci. Paasonen patřil do tzv. vnitřního okruhu velitelství, jehož dalšími členy byli náčelník generálního štábu, generál pěchoty Erik Heinrichs, generál dělostřelectva Vilho Petter Nenonen, hlavní proviantník generálporučík Aksel Fredrik Airo a náčelník štábu velitelství, generálmajor Wiljo Einar Tuompo. Heinrichs byl formálně supervizorem ostatních členů vnitřního kruhu, ale v praxi každý samostatně prezentoval otázky své vlastní oblasti odpovědnosti hlavnímu veliteli.
Vzhledem ke svému maďarskému původu z matčiny strany měl Paasonen úzké vztahy s maďarským regentem Miklósem Horthym a vedením maďarské rozvědky. Prostřednictvím těchto kontaktů tak Paasonen získával informace o Německu.
Podle finského spisovatele literatury faktu Petriho Nevalainena byl Paasonen za války pravděpodobně jediným ze špionážních náčelníků zemí, které spolupracovaly s nacistickým Německem, kdo se odvážil veřejně vyjádřit svůj postoj. Paasonen získal oporu pro své názory od šéfa německé rozvědky, admirála Wilhelma Canarise. Když se Paasonen a Canaris setkali v Kodani v prosinci 1942, oba se shodli, že Třetí říše prohraje válku proti Sovětskému svazu a západním spojencům. Po návratu do Finska Paasonen vysvětlil rozhovor, který měl s Canarisem, finskému vojenskému a politickému vedení, a v důsledku toho si nejvyšší vojenské vedení a nejužší kruh Rangellovy vlády na svém společném setkání v Mikkeli v únoru 1943 stanovily za cíl vymanit Finsko za každou cenu z války.

### Poválečná léta
Po skončení pokračovací války a podepsáním míru se Sovětským svazem, kdy jednou z mírových podmínek byla přítomnost mírové komise vedené SSSR ve Finsku, odešel na počátku roku 1945 dobrovolně ze strachu kvůli možnému zatčení za tajné ukrývání zbraní pro případ finského protisovětského povstání (tzv. Stella Polaris) společně s plukovníkem Reino Hallamaa do Švédska, kde udržoval zpravodajské kontakty mezi Němci a finským protisovětským odbojem. Později pracoval pro francouzskou vojenskou rozvědku: mezi lety 1945 až 1947 na území okupovaného Německa a v letech 1947 a 1948 ve Španělsku.
Poté, co maršál Mannerheim abdikoval na funkci Prezidenta Finska, stáhl se z veřejného života a uchýlil se do Lausanne ve Švýcarsku, byl Paasonen jeho nejvěrnějším pobočníkem a společníkem, který mezi lety 1948 až 1952 usilovně pracoval na sepsání maršálových pamětí. V této době používal pseudonym Herra Bartha.
Od roku 1952 působil ve službách americké Ústřední zpravodajské služby (CIA), nejprve do roku 1955 ve Spojených státech, později mezi lety 1955 a 1963 v tehdejší Spolkové republice Německo (Západní Německo).
Poslední léta svého života strávil jako penzista ve Spojených státech amerických, kde také roku 1974 ve státě Pensylvánie zemřel na rakovinu kostí ve věku 75 let. Popel s jeho ostatky byl převezen do Finska, kde byl uložen na čestném vojenském pohřebišti hřbitova Hietaniemi (Hietaniemen hautausmaa) v Helsinkách.

## Ocenění
- Řád čestné legie (1939)
- Dne 8. srpna 2012 byla na Náměstí Svobody v maďarském městě Nagykőrös v župě Pešť slavnostně odhalena Paasonenova busta. Ceremoniálu byli přítomni důstojníci maďarské armády, finské diplomacie a zástupci města i župy.[6] Město Nagykőrösi bylo pro umístění sochy vybráno záměrně, neboť se zde narodila Paasonenova manželka Flóra Bartha (příjmení někdy uváděno jako: Berta).[7]